# Crown Jewel (2021)
Crown Jewel (2021) foi o terceiro evento de luta livre profissional Crown Jewel produzido pela WWE. Foi realizado para lutadores das divisões de marca Raw e SmackDown da promoção. O evento foi ao ar em pay-per-view (PPV) em todo o mundo e estava disponível para transmissão ao vivo através do Peacock nos Estados Unidos e da WWE Network internacionalmente, o que o tornou a primeira Crown Jewel a ser exibida no Peacock. Aconteceu em 21 de outubro de 2021, na Mohammed Abdu Arena, no Boulevard em Riad, Arábia Saudita.
Foi o sexto evento que a WWE realizou na Arábia Saudita sob uma parceria de 10 anos em apoio ao Saudi Vision 2030. Também foi o primeiro evento PPV da WWE a ser realizado fora dos Estados Unidos desde o último evento da Arábia Saudita, Super ShowDown em fevereiro de 2020, devido à pandemia de COVID-19. O evento também viu as finais do torneio King of the Ring de 2021 e do inaugural torneio Queen's Crown
Dez lutas foram disputadas no evento, incluindo uma no pré-show. No evento principal, Roman Reigns derrotou Brock Lesnar para manter o Campeonato Universal. Em outras lutas de destaque, Becky Lynch derrotou Sasha Banks e Bianca Belair em uma luta triple threat para manter o Campeonato Feminino do SmackDown, Big E derrotou Drew McIntyre para manter o Campeonato da WWE, Xavier Woods venceu o torneio King of the Ring enquanto Zelina Vega venceu o torneio inaugural Queen's Crown, Goldberg derrotou Bobby Lashley em uma luta No Holds Barred Falls Count Anywhere, e na luta de abertura, Edge derrotou Seth Rollins em uma luta Hell in a Cell.
Em contraste com os eventos anteriores da WWE realizados na Arábia Saudita, Crown Jewel foi recebido com críticas positivas dos críticos, com muitos elogios sendo direcionados para a luta Hell in a Cell entre Edge e Seth Rollins.

## Produção

### Introdução
No início de 2018, a promoção de wrestling profissional americana WWE iniciou uma parceria multiplataforma estratégica de 10 anos com a General Sports Authority em apoio ao Saudi Vision 2030, o programa de reforma social e econômica da Arábia Saudita. O Crown Jewel foi então estabelecida no mesmo ano como um dos eventos recorrentes desta parceria. O evento de 2021 foi o terceiro na cronologia do Crown Jewel, o sexto evento geral para a parceria da Arábia Saudita e o primeiro evento PPV da WWE a ser realizado fora dos Estados Unidos desde o Super ShowDown em fevereiro de 2020 devido à pandemia do COVID-19. O evento aconteceu em 21 de outubro de 2021, na Mohammed Abdu Arena no Boulevard em Riad e contou com lutadores das marcas Raw e SmackDown. Além de ser exibido em pay-per-view em todo o mundo e na WWE Network nos mercados internacionais, foi a primeira Crown Jewel a ser exibida no Peacock depois que a versão americana da WWE Network se fundiu sob Peacock em março. A música tema oficial do evento foi "Take My Breath" de The Weeknd.

### Histórias
O evento contou com dez lutas, incluindo uma no pré-show. As lutas resultaram de histórias roteirizadas, onde os lutadores retratavam heróis, vilões ou personagens menos distinguíveis em eventos roteirizados que criavam tensão e culminavam em uma luta ou série de lutas. Os resultados foram predeterminados pelos escritores da WWE nas marcas Raw e SmackDown, enquanto as histórias foram produzidas nos programas de televisão semanais da WWE, Monday Night Raw e Friday Night SmackDown.
Depois que Roman Reigns manteve o Campeonato Universal no SummerSlam, ele foi confrontado por Brock Lesnar em sua primeira aparição desde a WrestleMania 36 em abril de 2020. No episódio de 10 de setembro do SmackDown, Lesnar apareceu novamente para confrontar Reigns e alegou que seu ex-advogado, Paul Heyman, que atuava como conselheiro especial de Reigns desde agosto de 2020, sabia que Lesnar estaria presente no SummerSlam em uma tentativa de causar dissensão. entre Reigns e Heyman. Lesnar então desafiou Heyman a aceitar uma luta contra Reigns pelo Campeonato Universal. Mais tarde naquela noite, Reigns irado aceitou o desafio. Em 16 de setembro, a WWE anunciou que a luta ocorreria no Crown Jewel, embora não necessariamente pelo Campeonato Universal, como antes do Crown Jewel, Reigns tinha uma defesa de título agendada contra "The Demon" Finn Bálor no Extreme Rules. Reigns reteve naquele evento, assim fazendo oficialmente sua luta contra Lesnar no Crown Jewel pelo Campeonato Universal.
No SummerSlam, Bianca Belair estava programada para defender o Campeonato Feminino do SmackDown contra Sasha Banks, no entanto, antes do início da luta, foi anunciado que Banks não poderia comparecer por motivos desconhecidos. Becky Lynch então fez um retorno surpresa em sua primeira aparição desde o Raw após Money in the Bank em maio de 2020. Lynch desafiou Belair, que aceitou, e Lynch a derrotou em 26 segundos para ganhar o título. No Extreme Rules, Lynch defendeu o título contra Belair, no entanto, Banks emboscou Belair e Lynch fazendo com que a luta terminasse em no contest. Uma luta Triple Threat entre as três mulheres pelo Campeonato Feminino do SmackDown foi então agendada para Crown Jewel.
No SummerSlam, Bobby Lashley defendeu o Campeonato da WWE contra o Hall da Fama Goldberg. Lashley foi declarado vencedor depois que o árbitro cancelou a partida devido a Goldberg ferir o joelho e impossibilitando-o de continuar. Após a partida, enquanto Lashley continuava a atacar Goldberg, seu filho de 15 anos, Gage, saiu e pulou nas costas de Lashley. Lashley então aplicou o Hurt Lock em Gage apenas para libertá-lo e fugir devido a Goldberg ajudar seu filho. Goldberg estava então fora da televisão devido a sua lesão (kayfabe), enquanto Lashley perdeu seu campeonato para Big E. Goldberg retornou no Raw de 4 de outubro e proclamou que mataria Lashley pelo que fez com seu filho. Lashley saiu e afirmou que seu ataque a Gage foi um mal-entendido, que Goldberg se recusou a acreditar. Lashley então declarou que enfrentaria Goldberg no Crown Jewel com a condição de que a luta fosse uma luta No Holds Barred, que Goldberg aceitou de bom grado. No dia do evento, foi anunciado que a luta teria uma estipulação adicional de Falls Count Anywhere.
No episódio de 1 de outubro do SmackDown, a WWE anunciou o retorno do torneio King of the Ring, bem como o estabelecimento de uma contraparte feminina chamada torneio Queen's Crown. Ambos os torneios King of the Ring de 2021 e Queen's Crown, cada um consistindo de oito lutadores igualmente divididos entre as marcas Raw e SmackDown, começaram no episódio de 8 de outubro do SmackDown, com as finais de cada um sendo realizadas no Crown Jewel.
No Money in the Bank, Seth Rollins custou a Edge sua luta pelo Campeonato Universal, pois Rollins sentiu que merecia estar na luta pelo título, e Edge cortou a fila à sua frente. Isso levou a uma luta no SummerSlam que Edge venceu. Insatisfeito, Rollins desafiou Edge para uma revanche que ocorreu em 10 de setembro no episódio do SmackDown que Rollins venceu. Rollins ainda estava insatisfeito, no entanto, pois ficou ofendido por Edge o ter chamado de "Edge Lite" e por Edge não anunciar sua aposentadoria. Ele desafiou Edge a aparecer no SmackDown e aceitar outra revanche. No episódio de 1º de outubro, Edge apareceu para confrontar Rollins, no entanto, como Rollins pensou que Edge não apareceria, ele foi diretamente para a casa de Edge e começou a se sentir em casa. Na semana seguinte no SmackDown, Edge atacou Rollins e o desafiou para uma luta Hell in a Cell, que estava marcada para Crown Jewel.

## Evento
| Role:                   | Name:             |
| ----------------------- | ----------------- |
| Comentaristas em inglês | Michael Cole      |
| Comentaristas em inglês | Corey Graves      |
| Comentaristas em inglês | Byron Saxton      |
| Comentaristas árabes    | Fubar Makafakalub |
| Comentaristas árabes    | Slapco Fudd       |
| Anunciador de ringue    | Greg Hamilton     |
| Árbitros                | Jessika Carr      |
| Árbitros                | Dan Engler        |
| Árbitros                | Eddie Orengo      |
| Árbitros                | Chad Patton       |
| Árbitros                | Charles Robinson  |
| Entrevistador           | Kevin Patrick     |
| Painel oo pré-show      | Kayla Braxton     |
| Painel oo pré-show      | Matt Camp         |
| Painel oo pré-show      | Peter Rosenberg   |

### Pre-show
Durante o pré-show, os Campeões de Duplas do SmackDown The Usos (Jey Uso e Jimmy Uso) lutaram contra o recém-reformado Hurt Business (Cedric Alexander e Shelton Benjamin) em uma luta de duplas sem título. No final, Jimmy executou um Uso Splash em Alexander para vencer a luta.

### Lutas preliminares
O pay-per-viewcomeçou com Edge enfrentando Seth Rollins em uma partida Hell in a Cell. Ao longo da partida, os dois usaram várias armas, incluindo um cano de aço, uma cadeira de aço, uma escada, mesas e os degraus de aço. No final, Rollins colocou a cabeça de Edge em uma cadeira e tentou um Stomp, no entanto, Edge rebateu. Edge executou vários superkicks em Rollins. Edge desembaraçou a corrente ao redor do pé de Rollins e aplicou o Crossface em Rollins usando um tubo de aço. No final, Edge executou um Stomp em Rollins em uma cadeira para vencer a luta.
Em seguida, Mansoor enfrentou Mustafa Ali. Durante a luta, Mansoor executou um Moonsault em Ali, no entanto, Ali contra-atacou com uma finalização em Mansoor, que alcançou as cordas para quebrar a finalização. No final, Mansoor realizou um neckbreaker em Ali para vencer a luta. Após a partida, quando Ali atacou Mansoor, ele foi confrontado pelo carateca Tareg Hamedi, que chutou Ali na cabeça. Hamedi e Mansoor então comemoraram com a multidão.
Depois disso, RK-Bro (Randy Orton e Riddle) defendeu o Campeonato de Duplas do Raw contra AJ Styles e Omos. No final, Orton rebateu uma tentativa de Phenomenal Forearm em um RKO em Styles seguido por Riddle realizando o Floating Bro em Styles para manter o título.
Na quarta luta, Doudrop do Raw enfrentou Zelina Vega do SmackDown nas finais do torneio Queen's Crown. No final, Vega executou um Code Red em Doudrop para vencer a partida e o torneio.
Em seguida, Goldberg enfrentou Bobby Lashley em uma luta No Holds Barred Falls Count Anywhere. Durante a partida, Lashley dominou Goldberg e mirou na perna de Goldberg, colocando-a em uma cadeira e pisando nela. Quando Lashley tentou dar um spear em Goldberg, Goldberg saiu do caminho e Lashley bateu em uma mesa posicionada no canto do ringue. Goldberg executou um Jackhammer em Lashley, mas em vez de imobilizar Lashley, Goldberg decidiu que não havia terminado. Fora do ringue, Goldberg executou uma spear em Lashley na área dos cronometristas. Goldberg tentou atacar Lashley usando os degraus de aço, no entanto, Lashley saiu do caminho. Goldberg seguiu Lashley até o palco de entrada, onde Goldberg fez um trabalho rápido com Cedric Alexander e Shelton Benjamin. No final, Goldberg executou uma spear em Lashley fora do palco de entrada e através de mesas posicionadas ao lado do palco e o prendeu para vencer a luta.
Depois disso, Xavier Woods, do Raw, enfrentou Finn Bálor, do SmackDown, nas finais do torneio King of the Ring. Durante a partida, quando Woods tentou um Tornado DDT em Bálor, Bálor respondeu com um Double Stomp no peito de Woods. Woods executou um Superkick em Bálor por quase uma queda. Woods realizou Superplex em Bálor por quase uma queda. Enquanto Woods executava o Tightrope Walk Diving Elbow, Bálor levantou os joelhos para contra-atacar. No final, Woods realizou um Diving Elbow Drop em Bàlor para se tornar o King of the Ring.
Depois disso, Big E defendeu o Campeonato da WWE contra Drew McIntyre. McIntyre executou um Spinebuster no Big E para uma queda. Big E realizou três Belly-to-Belly Suplexs em McIntyre. Big E executou o Warrior Splash em McIntyre para uma queda. Enquanto Big E tentava o Big Ending, McIntyre contra-atacou com um Michinoku Driver para quase cair. McIntyre executou um Glasgow Kiss e um Future Shock DDT no Big E por um quase-queda. Big E executou o Big Ending em McIntyre por uma queda. McIntyre então executou o Claymore Kick no Big E para uma queda. Como McIntyre foi para um segundo Claymore, Big E evitou e executou um segundo Big Ending em McIntyre para manter o título.
Na penúltima luta, Becky Lynch defendeu o Campeonato Feminino do SmackDown contra Bianca Belair e Sasha Banks. No final, quando Belair executou o Kiss Of Death em Lynch, Banks jogou Belair para fora do ringue e tentou imobilizar Lynch, no entanto, Lynch pegou Banks com um Inside Cradle enquanto segurava as cordas para manter o título.

### Evento principal
Na luta principal, Roman Reigns (acompanhado de Paul Heyman) defendeu o Campeonato Universal contra Brock Lesnar. Durante a primeira metade da partida, Lesnar constantemente tentou realizar um Suplex em Reigns, no entanto, Reigns segurou a corda superior. Lesnar eventualmente executou vários Suplexes alemães e um F-5 em Reigns para um quase-queda. Quando Lesnar tentou um segundo F-5, Reigns contra-atacou com um Guillotine Choke que lutou com um Spinebuster. No final, Lesnar executou um F-5 em Reigns, que caiu sobre o árbitro, incapacitando-o. Heyman então jogou o título no meio do ringue, entre os dois lutadores, embora não estivesse claro para quem Heyman pretendia jogar o título. Isso levou Reigns e Lesnar a se envolverem em um cabo de guerra com o título. Embora Lesnar ganhou o controle do título, The Usos saiu e atacou Lesnar com um Double Superkick. Reigns então acertou Lesnar na cabeça com o título. Um segundo árbitro então saiu e Reigns derrotou Lesnar para manter o título.

## Recepção
O Crown Jewel de 2021 recebeu críticas geralmente positivas de fãs e críticos. A luta Hell in a Cell entre Edge e Seth Rollins recebeu elogios, com a CBS Sports dizendo que roubou a cena, John Canton da TJR Wrestling dando 5 estrelas e Bleacher Report chamando-a de luta da noite. Além disso, o Bleacher Report elogiou todo o evento, dando tanto a luta Hell in a Cell quanto a luta triple threat pelo Campeonato Feminino do SmackDown uma nota A, enquanto a única luta mal recebida foi Doudrop vs. Zelina Vega, que foi classificada C+.

## Após o evento
O WWE Draft de 2021 ocorreu nos episódios de 1 e 4 de outubro do SmackDown e Raw, respectivamente; no entanto, as novas listas não entraram em vigor até o episódio de 22 de outubro do SmackDown, a noite após Crown Jewel. Isso, por sua vez, significou que algumas rivalidades, como aquela entre o Campeão da WWE Big E e Drew McIntyre, terminaram no Crown Jewel, já que Big E permaneceu no Raw enquanto McIntyre foi para o SmackDown. O draft também impactou os torneios King of the Ring e Queen's Crown ao entrar no Crown Jewel, o vencedor do King of the Ring Xavier Woods representou o Raw, mas se juntou ao elenco do SmackDown na noite seguinte, enquanto a vencedora da Queen's Crown Zelina Vega representou o SmackDown, mas se mudou para Raw. Além disso, Becky Lynch, que foi convocada para o Raw e reteve o Campeonato Feminino do SmackDown no Crown Jewel, trocou títulos com a Campeã Feminina do Raw, Charlotte Flair, que foi convocada para o SmackDown. Isso foi feito para manter os títulos em suas respectivas marcas.

### Raw
No episódio seguinte do Raw, Becky Lynch se gabou de se tornar Campeã Feminina do Raw novamente, bem como de sua vitória no Crown Jewel. Bianca Belair, que também foi convocada para o Raw, interrompeu e apontou o fato de que Lynch não a derrotou no Crown Jewel, já que Lynch derrotou Sasha Banks na luta triple threat. Belair também afirmou que havia derrotado a ex-campeã feminina do Raw Charlotte Flair na semana anterior e merecia uma luta pelo título. Começou uma briga entre os dois. Após a briga, Lynch afirmou que Belair teria uma chance pelo título, mas não naquela noite. A partida foi marcada para a semana seguinte.
Também no episódio seguinte do Raw, uma coroação foi realizada para Zelina Vega, que venceu o torneio inaugural Queen's Crown. Agora adotando o nome de Queen Zelina, ela foi adornada com a coroa, capa e cetro de rainha. Zelina então derrotou Duodrop em uma revanche.

### SmackDown
Depois de Crown Jewel, foi relatado que Brock Lesnar disse que estaria no SmackDown da noite seguinte e venceria Roman Reigns sem sentido pelo que aconteceu no evento. Reigns abriu o SmackDown e questionou a fidelidade de Paul Heyman antes de chamar Lesnar. Depois de vários minutos provocando Lesnar, ele finalmente saiu e brigou com Reigns. Os Usos tentaram salvar Reigns apenas para Lesnar derrotá-los, que continuou atacando Reigns. O oficial da WWE Adam Pearce chamou vários membros da lista do SmackDown, bem como segurança, para conter Lesnar, que derrotou a maioria deles. Lesnar então provocou Reigns e posou no ringue com o Campeonato Universal enquanto Reigns recuava para os bastidores. Depois disso, Pearce anunciou que Lesnar foi suspenso indefinidamente por suas ações. Lesnar respondeu executando dois F-5 em Pearce. Além da suspensão, Pearce multou Lesnar em US$ 1 milhão. A suspensão de Lesnar acabou um mês depois, depois de pagar sua multa, e ele retornou no episódio de 3 de dezembro, onde convenceu Sami Zayn, que havia se tornado o desafiante número um na semana anterior, a enfrentar Reigns pelo título naquela noite. A oficial da WWE Sonya Deville tornou oficial e que o vencedor defenderia o Campeonato Universal contra Lesnar no Day 1. Pouco antes da luta, Lesnar atacou Zayn, o que permitiu a Reigns derrotar Zayn rapidamente e manter o título, agendando oficialmente Reigns para defender o campeonato contra Lesnar no Day 1.
Também no SmackDown, The New Day (Kofi Kingston e Xavier Woods) teve uma coroação pela vitória do King of the Ring de Woods. Kingston apresentou o vencedor do King of the Ring de 2021, agora adotando o nome de King Woods, que foi adornado com a coroa, capa e cetro do rei. Na semana seguinte, King Woods nomeou Kingston como Sir Kofi Kingstonan, aHand of the King.
Também no SmackDown, Mansoor enfrentou Mustafa Ali em uma revanche que viu Mansoor derrotar Ali novamente.

## Resultados
| Nº                                          | Resultados                                                                                          | Estipulações                                       | Tempo |
| ------------------------------------------- | --------------------------------------------------------------------------------------------------- | -------------------------------------------------- | ----- |
| Pré- show                                   | The Usos (Jey Uso and Jimmy Uso) derrotaram The Hurt Business (Cedric Alexander e Shelton Benjamin) | Luta de duplas                                     | 10:40 |
| 1                                           | Edge derrotou Seth Rollins                                                                          | Luta Hell in a Cell                                | 27:40 |
| 2                                           | Mansoor derrotou Mustafa Ali                                                                        | Luta individual                                    | 10:00 |
| 3                                           | RK-Bro (Randy Orton e Riddle) (c) derrotaram AJ Styles e Omos                                       | Luta de duplas pelo Campeonato de Duplas do Raw    | 8:40  |
| 4                                           | Zelina Vega derrotou Doudrop                                                                        | Luta individual Final do Torneio Queen's Crown     | 5:51  |
| 5                                           | Goldberg derrotou Bobby Lashley                                                                     | Luta No Holds Barred Falls Count Anywhere          | 11:25 |
| 6                                           | Xavier Woods derrotou Finn Bálor                                                                    | Luta individual Final do Torneio King of the Ring  | 9:40  |
| 7                                           | Big E (c) derrotou Drew McIntyre                                                                    | Luta individual pelo Campeonato da WWE             | 13:25 |
| 8                                           | Becky Lynch (c) derrotou Bianca Belair e Sasha Banks                                                | Luta triple threat pelo Campeonato Feminino do Raw | 19:25 |
| 9                                           | Roman Reigns (c) (com Paul Heyman) derrotou Brock Lesnar                                            | Luta individual pelo Campeonato Universal da WWE   | 12:20 |
| (c) – Refere-se aos campeões antes da luta. | |                                                    |       |